# 미국-쿠바 관계

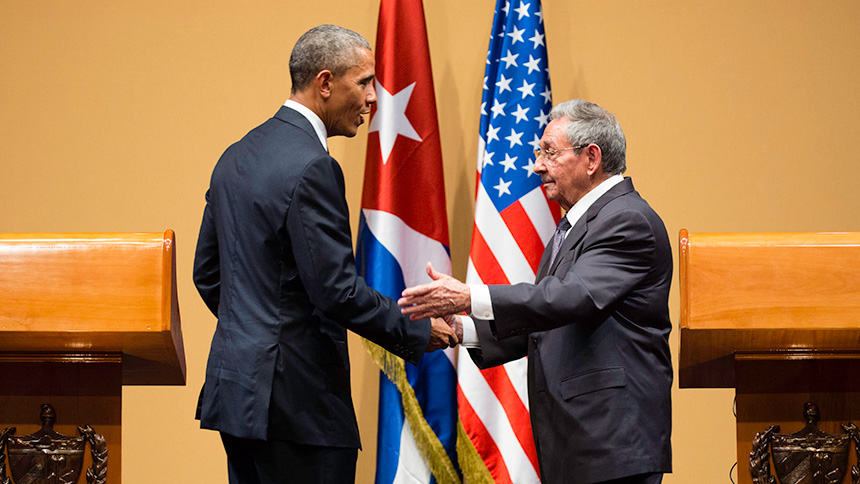
오바마 대통령과 라울 카스트로 서기장

미국-쿠바 관계는 미국과 쿠바 양국 간의 관계를 가리킨다. 미국과 쿠바는 1902년에 수교했으나, 1961년부터 2015년까지 단교했던 적이 있었다. 2015년의 국교정상화 직전, 쿠바는 미국과 공식 외교관계가 없는 소수의 나라 중 하나였다.

## 역사
1898년 미국의 메인 호가 아바나 항에서 정박중에 폭발한 사고로 인하여 발생한 미국-스페인 전쟁은 미국의 승리로 끝나고, 스페인은 쿠바를 미국에 넘겨주었다. 종전 후 3년 동안 쿠바에서는 미국 군대의 군정(軍政)이 실시되었으며, 1903년에는 관타나모에 미국 해군의 기지가 설치되고 쿠바의 중추적 기능을 미국자본이 장악하는 등 쿠바는 사실상 미국의 식민지가 되었다.

### 카스트로 정권의 수립과 단교
1959년 1월 미국의 든든한 동맹이던 풀헨시오 바티스타 군사독재를 무너뜨리고(쿠바 혁명) 들어선 피델 카스트로의 쿠바 정부를 미국은 처음부터 가만두려 하지 않았고, 미국은 쿠바 정부의 전복을 수차례 시도했다. 쿠바는 1961년 1월 자유 진영의 중심국인 미국과 국교를 단절했다.
드와이트 아이젠하워 행정부에서 시작된, 카스트로 정권을 무너뜨리기 위한 미국의 노력은 케네디 행정부 때 절정에 이르렀다. 미국은 쿠바 출신 망명객을 중심으로 숱하게 무장세력을 규합해 직접 개입에 나섰다. 하지만 번번이 미수에 그쳤다. 그 대표적 사례가 1961년 4월 벌어진 피그스 만 침공이다. 1961년 미국의 대통령이 된 존 F. 케네디는 CIA의 도움을 받는 쿠바 망명자들이 피그스 만 침공(1961년 4월)을 감행하도록 지원하였으나 군인들이 모두 생포 및 사살되어 미국의 침공은 실패했다. 오히려 이 사건으로 미국은 쿠바에서의 주권침해행위에 대한 비판을 받게 되었다. 피그스 만 침공은 1962년 10월 쿠바 미사일 위기를 가져오게 된다. 잇따른 미국의 노골적인 겁박에 몰린 신생 혁명국 쿠바는 소련에 기대어 활로를 찾으려 했다. 소련의 핵미사일을 쿠바에 배치함으로써 미국의 전면 침공을 막아낼 수 있으리라 믿었다. 대립은 이내 임계점으로 치달았다. 핵전쟁의 공포가 지구촌을 휘감았다. 위기를 피하려는 미-소의 이해관계가 맞아떨어지면서 미국이 이후에는 이 섬에 침공하지 않겠다는 구두 약속을 하는 등 봉합되긴 했지만, 쿠바 미사일 위기는 이후 반세기 가까이 이어질 미국의 대(對)쿠바 정책의 방향을 확정짓는 사건이었다. 미국은 쿠바에 대해 외교적, 경제적으로 완전한 봉쇄 정책을 단행하였고, "몽구스 작전"(Operation Mongoose)을 개시하였다. 쿠바 혁명 이후, 1961년까지 수십만명이 미국으로 피신하였고, 1959년부터 1993년까지 약 120만명의 쿠바인(현재 인구의 10%)이 미국을 향해 쿠바를 떠났다. 주로 이들은 작은 보트나 허술한 뗏목을 타고 바다를 건너 왔다.
해를 거듭할수록 봉쇄의 고삐는 옥죄어졌다. 급기야 1992년엔 "쿠바민주화법" 통과로 봉쇄정책의 입법화가 이뤄졌다. 미국은 "쿠바가 민주화 이행을 거부하고 인권을 보장하지 않는 한" 쿠바에 대한 통상 제재를 지속하고 있었다. 1996년엔 극우 성향의 제시 헬름스 당시 상원 외교위원장(공화당) 주도로 "쿠바 자유화 및 민주화연대법"(헬름스-버턴법)이 통과돼 미국 자본의 쿠바 투자가 사실상 봉쇄됐다. 조지 W. 부시 행정부 시절엔 쿠바 출신 이민·망명자들의 "본국 송금"조차 사실상 차단되기에 이르렀다. 그러나, 버락 오바마 행정부는 2009년 4월 17일, 트리니다드 토바고에서 "미국은 쿠바와 새로운 시작을 추구한다."고 표명하였고 47년 만에 쿠바에 대한 봉쇄정책을 일부 해제했다. 부시 행정부가 미국에서 쿠바로 쿠바계 미국인 150만명이 쿠바 여행을 자유롭게 하도록 하고, 송금 제한을 철폐했다. 그리고, 미국의 통신 회사가 앞으로 쿠바와 미국을 연결하는 광케이블을 설치해 위성통신 사업을 할 수 있도록 통신 규제도 완화했다. 오바마 정부는 또 부시 행정부가 2004년부터 시행한 쿠바인에 대한 선물 제공 제한 규정도 풀었고 미국과 쿠바 간 정기 항공노선 개설 문제도 검토키로 했다.

### 국교 정상화
2014년 12월 17일 버락 오바마 대통령은 17일 공식 성명을 통해 '미국은 대(對) 쿠바 관계의 새로운 길을 모색하기 위한 역사적 조치들을 취할 것'이라며 존 케리 국무장관에게 즉각 쿠바와의 외교관계 정상화 협상을 개시하라고 지시했다. 이에 따라 현행 대 쿠바 봉쇄정책을 대폭 완화한다는 방침하에 수개월 내에 쿠바 수도 아바나에 미국 대사관을 재개설할 방침이다. 2015년 7월 20일, 미국 쿠바 양국은 상호간의 수도(首都)에 상주(常住)하던 이익대표부를 대사관으로 격상시켰다.

## 같이 보기
- 평화공존론